# Memmo Foresi
Memmo Foresi, all'anagrafe Domenico Foresi (Roma, 1º dicembre 1942 – Amendolara, 7 settembre 2016), è stato un cantautore, compositore e produttore discografico italiano.

## Biografia
Il padre è un artigiano del cuoio, mentre la madre ha studiato musica e regala al figlio una chitarra, che Foresi impara a suonare da autodidatta.
Alla fine degli anni '50 forma un trio di rock 'n' roll con Alberto Radius e un altro musicista; il debutto ufficiale avviene nel 1959 quando incide con Flavio Carraresi una versione di Venus.
Per qualche tempo suona nel complesso Gli Svitati con cui incide un 45 giri, e poi diventa il bassista di Gepy & Gepy; nel 1968 incide con l'RCA Talent Così ti amo, cover di To Love Somebody dei Bee Gees, che riscuote più successo nella versione dei Califfi.
Firma poi un contratto discografico con la CAT Records, etichetta di Alberto Durante, di cui diventa anche direttore artistico e per cui incide alcuni 45 giri.
Nel 1970 conosce Fiorella Mannoia, di cui diventa produttore e con cui inizia anche una relazione sentimentale; collabora con la cantante per tutto il primo periodo della sua carriera, incidendo anche un album insieme nel 1972.
Pur continuando la carriera come cantante solista, si dedica alla composizione per altri artisti, scrivendo tra le altre Amerika per Christian De Sica, Cavalli alati per Alberto Cheli e altre canzoni per Mia Martini.
Nella seconda metà degli anni '80, dopo la fine della sua relazione con la Mannoia, decide di ritirarsi a vita privata.
Ha composto la musica della canzone per bambini La mamma più bella del mondo, su testo di Oscar Avogadro (il coautore de Il posto delle viole).

## Le principali canzoni scritte da Memmo Foresi
| Anno | Titolo                                  | Autori del testo                       | Autori della musica         | Interpreti        |
| ---- | --------------------------------------- | -------------------------------------- | --------------------------- | ----------------- |
| 1971 | Mi gira la testa                        | Carlo Nistri                           | Memmo Foresi                | Fiorella Mannoia  |
| 1972 | Se mi davi retta                        | Gianfranco Baldazzi                    | Memmo Foresi e Luigi Lopez  | Fiorella Mannoia  |
| 1972 | Ninna nanna                             | Paolo Amerigo Cassella e Marco Luberti | Memmo Foresi                | Fiorella Mannoia  |
| 1972 | Rose                                    | Paolo Amerigo Cassella e Marco Luberti | Memmo Foresi                | Fiorella Mannoia  |
| 1972 | Ma quale sentimento                     | Paolo Amerigo Cassella e Marco Luberti | Memmo Foresi                | Fiorella Mannoia  |
| 1972 | Che cos'è                               | Giampiero Scalamogna                   | Memmo Foresi                | Fiorella Mannoia  |
| 1976 | In Paradiso                             | Paolo Amerigo Cassella                 | Memmo Foresi                | Mia Martini       |
| 1976 | Fiore di melograno                      | Paolo Amerigo Cassella                 | Memmo Foresi                | Mia Martini       |
| 1976 | Una come lei                            | Paolo Amerigo Cassella                 | Memmo Foresi                | Mia Martini       |
| 1976 | Noi due                                 | Paolo Amerigo Cassella                 | Memmo Foresi                | Mia Martini       |
| 1976 | Che sete che ho                         | Franco Migliacci                       | Memmo Foresi                | Fiorella Mannoia  |
| 1978 | Cover Girl                              | Silvestro Longo                        | Memmo Foresi                | Fiorella Mannoia  |
| 1979 | Cavalli alati                           | Silvestro Longo                        | Memmo Foresi                | Alberto Cheli     |
| 1979 | Amerika                                 | Franco Migliacci                       | Memmo Foresi                | Christian De Sica |
| 1981 | Meno male che il temporale sta passando | Mimmo Cavallo                          | Memmo Foresi                | Fiorella Mannoia  |
| 1983 | Non si possono correre rischi           | Oscar Avogadro                         | Memmo Foresi                | Fiorella Mannoia  |
| 1983 | Dimmi di no                             | Sandro Oliva                           | Memmo Foresi e Sandro Oliva | Fiorella Mannoia  |
| 1983 | Il posto delle viole                    | Oscar Avogadro                         | Memmo Foresi                | Fiorella Mannoia  |

## Discografia parziale

### Album
- 1972: Mannoia Foresi & co. (RCA Italiana, PSL 10559; inciso con Fiorella Mannoia)

### Singoli
- 1959: I'm Gonna Sit Right Down and Cry/Frankie and Johnny (RCA Camden, CP 56; con Gli Svitati e Isabella)
- 1968: Così ti amo/Addormentarmi così (RCA Talent, TL 17)
- 1970: H3/Mi basti tu (CAT Records, LMD 2)
- 1971: Accanto a te/Mi viene da piangere (CAT Records, ZCA 50166)
- 1976: Saremo di più/Camminando (Dischi Ricordi, SRL 10.819)